# Emblemasoma neotropicum
Emblemasoma neotropicum är en tvåvingeart som beskrevs av Guilherme A.M.Lopes 1971. Emblemasoma neotropicum ingår i släktet Emblemasoma och familjen köttflugor. Inga underarter finns listade i Catalogue of Life.